# باري فوستر (لاعب كرة قدم أمريكية)
باري فوستر (بالإنجليزية: Barry Foster)‏ هو لاعب كرة قدم أمريكية أمريكي، ولد في 8 ديسمبر 1968 في هورست في الولايات المتحدة.

## وصلات خارجية
- باري فوستر على موقع مرجع كرة القدم المحترفة.كوم (الإنجليزية)